# ادلینوا
ادلینوا (به لاتین: Adelinów) در لهستان است که در Gmina Sulejów واقع شده‌است.